# دنیل الکساندرو دیوید
دنیل الکساندرو دیوید (به انگلیسی: Daniel Alexandru David؛ زادهٔ ۳ اکتبر ۱۹۸۳) بازیکن سابق فوتبال رومانیایی است که به عنوان مدافع میانی برای اوتسلول گالاتسی، گسترش فولاد تبریز و بوتوشانی بازی کرده است.